# Beat Anton Rüttimann
Toni "El Suizo" Rüttimann (Pontresina, 21 de agosto de 1967) es un constructor de puentes suizo, que trabaja en el Sudeste Asiático y en América Latina, donde es conocido como Toni el Suizo.
Toni Rüttimann construye puentes colgantes con las comunidades necesitadas y con materiales reciclados, de forma independiente y sin cobrar pagos.
Compañías contribuyen donando su material usado y gobiernos locales conceden permisos y ayudan con el transporte en reconocimiento del hecho de que el esfuerzo principal lo hace la población. Nadie pide algo a cambio y el puente pertenece a la gente, quien lo construyó.
Los puentes son para uso de peatones, animales de carga, motocicletas, motocultores – no para carros.
En cada país donde Toni Rüttimann trabaja, arma un pequeño equipo de soldadores nacionales y busca un “colega puentero” a quien enseña su oficio, y quien más tarde es capaz de efectuar el mantenimiento de los puentes construidos.
Toni el Suizo no tiene residencia fija, todo lo que necesita lo lleva en dos bolsos. Uno para sus efectos personales, el otro para su computador portátil y algunos utensilios de su oficio.
Juntos con las comunidades locales ha construido 760 puentes que sirven 2 millones de personas (al 22.08.2017).

## Biografía

### Comienzos en Ecuador

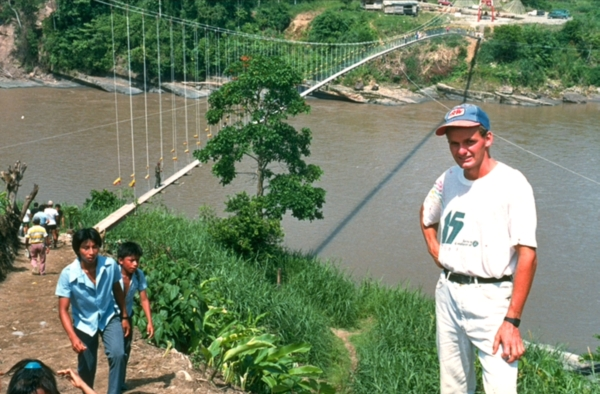
Toni El Suizo y el puente sobre el Río Aguarico construido por los moradores

En 1987 Toni ve en la televisión las imágenes de la destrucción causada por un terremoto en Ecuador. Decide ir a Suramérica la misma noche de su graduación en el Lyceum Alpinum Zuoz. Lleva sus ahorros de juventud y 9000 francos suizos donados por los vecinos de Pontresina y de su valle natal, Engadina.
Una vez en la zona de desastre del Volcán El Reventador en el nororiente ecuatoriano, Toni encuentra a un ingeniero hidráulico holandés. Con su ayuda técnica y la colaboración de la población Flor del Valle, aislada por un afluente del río Aguarico, construye un puente colgante de 52 metros.
Después de seis meses en Ecuador, Toni regresa a Suiza e inicia sus estudios de ingeniería civil en el Instituto Federal de Tecnología en Zúrich. Sin embargo, luego de siete semanas decide dejar la universidad y volver al Ecuador para ayudar inmediatamente.
En la Amazonía ecuatoriana arma un sistema para construir puentes con la colaboración de las comunidades: los pobladores traen piedra y arena, madera dura y su mano de obra. Toni pide cables de acero usados de las torres de perforación petrolera y tubos chatarra de la compañía nacional de petróleo, Petroecuador.

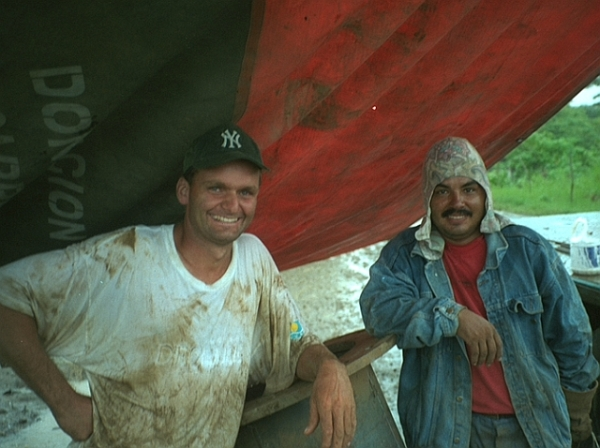
Toni con Walter Yánez

De 1988 a 1990 se construyen seis puentes. Uno de ellos, sobre el Río Aguarico, con una luz de 264 metros,  sigue siendo hasta hoy su puente más largo. Toni el Suizo, como los campesinos ecuatorianos lo llamaron, había inventado los “puentes de chatarra”.
En la ciudad petrolera de Lago Agrio en el nororiente ecuatoriano, Toni conoce a Walter Yáñez, soldador y mecánico, quien será su compañero de oficio. Durante los próximos siete años los dos amigos, junto con la población local, construyen otros 82 puentes por todo Ecuador, además 10 puentes en Colombia, por las consecuencias del terremoto de Páez de 1994 en la región del Volcán Nevado del Huila.

### De Ecuador a Centroamérica

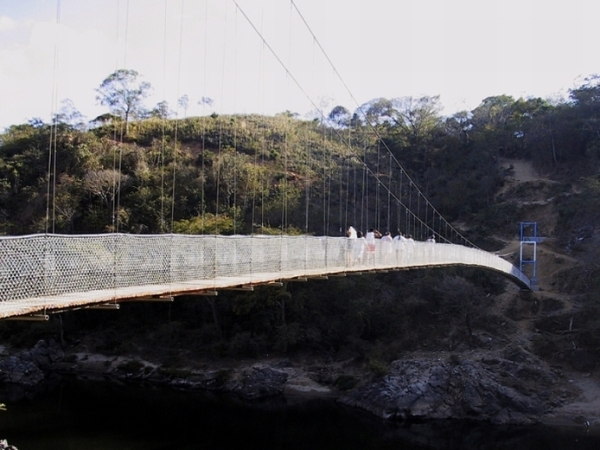
Puente internacional sobre el río Lempa, Honduras - El Salvador

Hasta 1998 Toni y Walter habían construido un total de 99 puentes. Ese mismo año, y con ayuda de la Fuerza Aérea Ecuatoriana para la transportación, los puenteros se trasladan de urgencia a Honduras, donde el Huracán Mitch había dejado gran destrucción: construyen 33 puentes. Otros puentes siguen en Costa Rica y Nicaragua; y también un puente internacional entre Honduras y El Salvador.
En el año 2000 recibe tubos para 29 puentes en el Estado de Veracruz, México, de la fábrica de tubos Tamsa (Tubos de Acero de México SA, hoy TenarisTamsa).

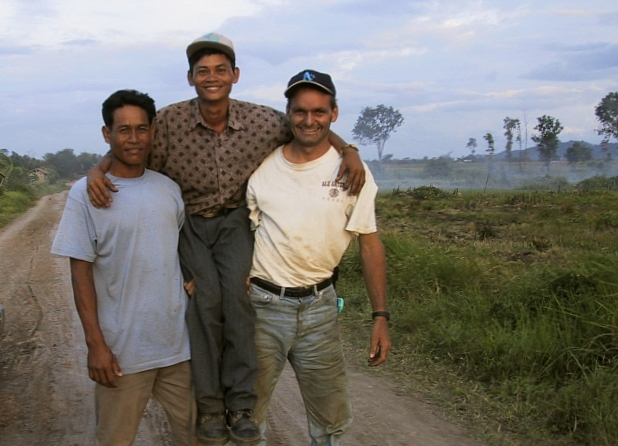
Pen Sopoan y Yin Sopul con Toni en Camboya

### Pasaje a Camboya
En sus visitas a Suiza,  Toni suele dar presentaciones en colegios y universidades. En el 2000 encuentra allí a un refugiado de Camboya quien en nombre de su pueblo le pide ayuda.
En abril de 2001 comienza a trabajar con dos equipos: uno con Walter en México y el otro con sus dos nuevos compañeros camboyanos, el mecánico Yin Sopul y el camionero Pen Sopoan, ambos sobrevivientes del genocidio perpetrado por los Jemeres Rojos.

### Paralizado por el Síndrome Guillain-Barré

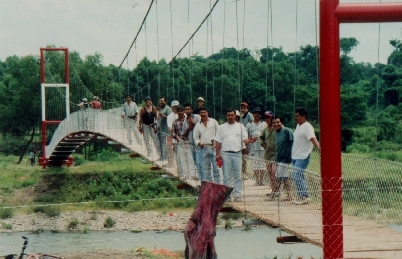
La Lima, Veracruz, México

En abril de 2002 en Camboya Toni enferma con el Síndrome de Guillain-Barré, el cual destruye la mielina del sistema nervioso periférico, paralizando los músculos.

Primero en el hospital, con un lápiz entre los labios y con el solo uso de sus pulgares, y luego admitido en el Centro Nacional de Rehabilitación Médica de la princesa Sirindhorn de Tailandia, Toni crea un programa de computación para transformar las medidas topográficas, enviadas por sus colegas desde México y Camboya, en claras y completas instrucciones para que ellos puedan continuar construyendo puentes a control remoto.
De este modo, Walter en México completa 29 puentes antes de volver al Ecuador, donde desde el año 2003 hasta la actualidad continúa construyendo puentes únicamente en su país natal.

### Puentes en Vietnam, Laos, Myanmar, Indonesia

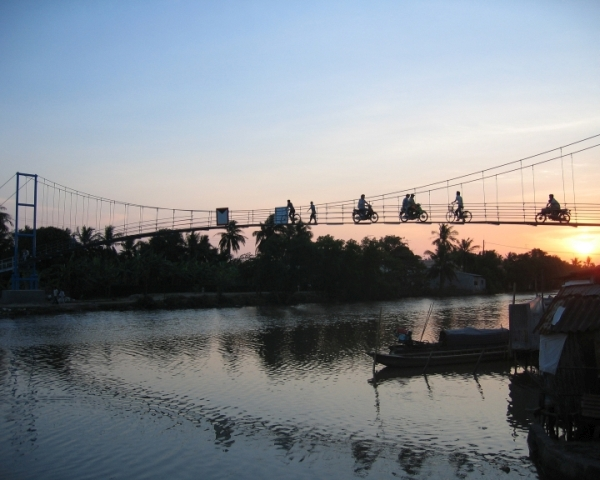
Puentes sobre el canal nacional Bac Lieu - Camau, Vietnam

Después de dos años de rehabilitación Toni logra caminar de nuevo, y va a Vietnam. En la provincia de Ben Tre, con la ayuda de Mai Son, Vicegobernador de la Provincia en retiro y excombatiente Vietcong, crea un tercer equipo. De 2004 a 2008 en Vietnam construye 58 puentes en el Delta del Río Mekong y sus provincias de Ben Tre, Bac Lieu, Tra Vinh y Dong Thap.

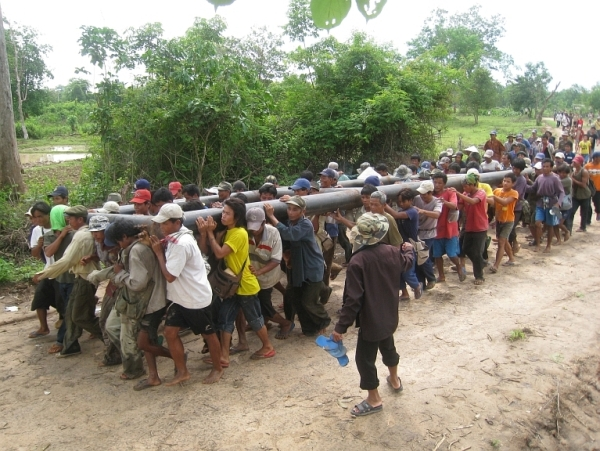
Transporte de torre en Xe Xamxoy, Savannakhet, Laos

Toni continúa al país vecino, Laos, donde en el año 2006 ya había construido tres puentes con su equipo camboyano. Con el camionero lao Lanh y con tres soldadores lao construye 42 puentes entre 2008 y 2010.

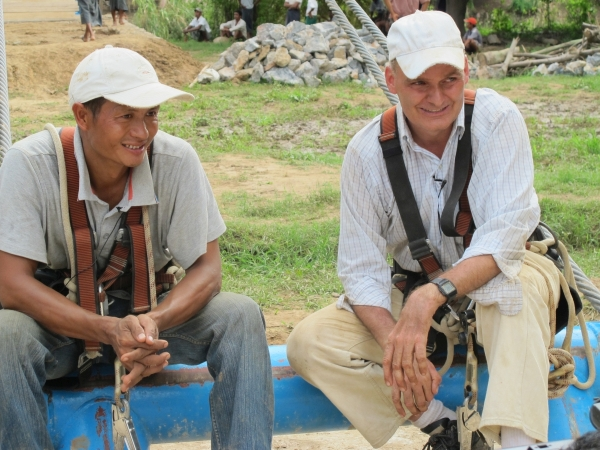
Aiklian y Toni

A mediados del 2008 pasa a Myanmar, y en poco tiempo recibe la autorización del gobierno para construir puentes también en ese país.  Junto a su colega birmano Aiklian, exminero artesanal de piedras preciosas, construyen puentes en todo el territorio nacional mientras cinco soldadores preparan los elementos de los puentes en un astillero del gobierno en Yangon.
A finales de 2010 Toni el Suizo comienza su trabajo también en Indonesia. Tenaris dona los tubos de su filial indonesia, mientras que el gobierno nacional concede los permisos y un taller para la soldadura afuera de Yakarta.

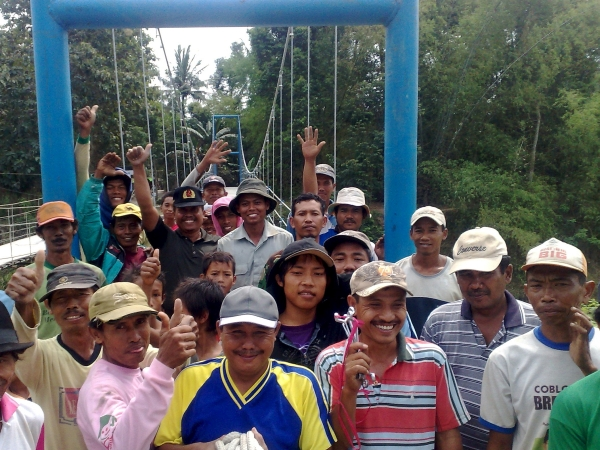
Tamansari, Jawa Timur, Indonesia

El equipo indonesio está constituido por Suntana, exoperador de fábrica de construcción en Dubái y cuatro soldadores. Desde 2011 a marzo de 2014, ha construido 30 puentes en Java y 6 en Sulawesi.
31 de marzo de 2018, Anton Rüttimann boda en birmania

## Cadena de abastecimiento

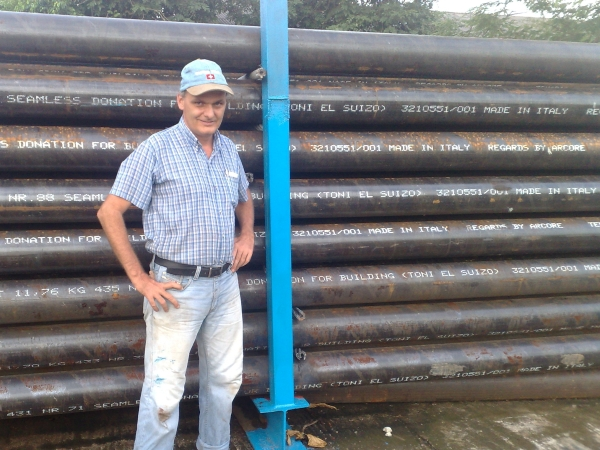
Tubos donados por Tenaris en Yangon

A partir de 2005, Tenaris ha donado los tubos para los puentes que Toni por el mundo – tubos chatarra y excedentes, a veces hasta nuevos -  desde sus fábricas en Italia, Argentina, Brasil, México, Colombia e Indonesia, incluye el transporte marítimo de larga distancia hasta destino final.

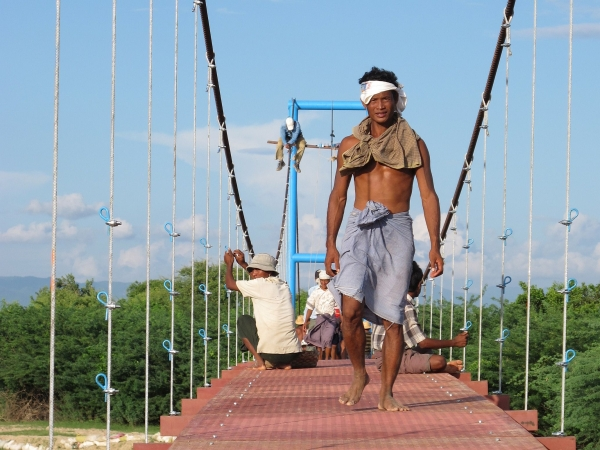
Piso de puentes con planchas anti-deslizantes

Para un mejorado piso de los puentes en acero, de 2004 en adelante, planchas anti-deslizantes de acero fueron donadas: en Vietnam y en Ecuador por los gobiernos provinciales respectivos; en Laos y en Myanmar por la planta argentina de Ternium, una de las principales compañías siderúrgicas de América Latina.

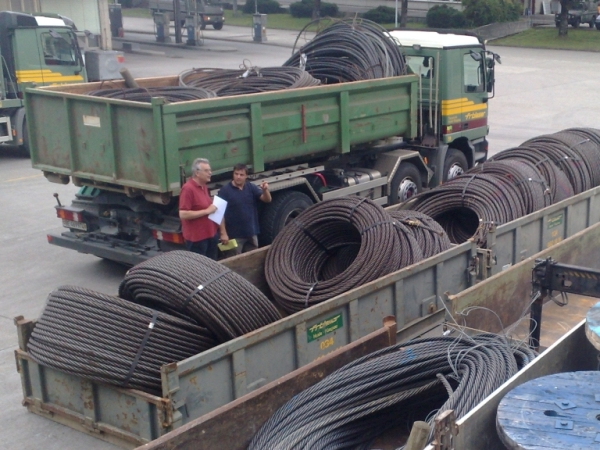
Cable de acero donado por teleféricos suizos

También en 2005, Toni comienza a usar los cables de los teleféricos y telesillas de montaña de su país natal. En Suiza, de hecho, los teleféricos son obligados a cambiar periódicamente sus cables, debido a las regulaciones de seguridad estrictas impuestas por el gobierno. Por esta razón, Toni recibe cables de varios kilómetros de largo, de grueso diámetro y buena calidad.
No todos los puentes construidos por Toni están todavía en servicio. En varios lugares, especialmente en Ecuador y Camboya, han sido reemplazados por puentes vehiculares construidos por el gobierno. En otros lugares han sido desfigurados por la falta de mantenimiento por parte de la población, o incluso, como ocurrió en el valle del río Páez en Colombia, destruidos por desastres naturales.

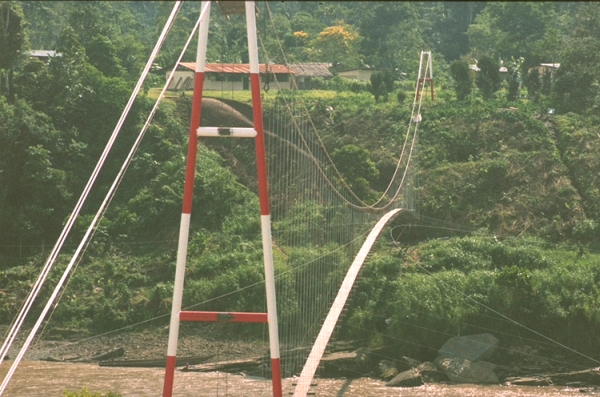
Puente en el río Aguarico, Ecuador

Hasta el momento no ha habido ningún accidente de importancia durante la construcción de los puentes.  Esto se debe a que la gente local está habituada al trabajo pesado y a las estrictas reglas de seguridad y procedimientos aplicados durante la prefabricación y la construcción.

## Tres puentes especiales
Toni el Suizo no tiene un puente favorito, pero en una entrevista concedida a la revista suiza 'Schweizer Familie' recuerda tres de ellos: uno es el puente más largo que ha hecho, con una luz de 264 metros sobre el río Aguarico en Ecuador.

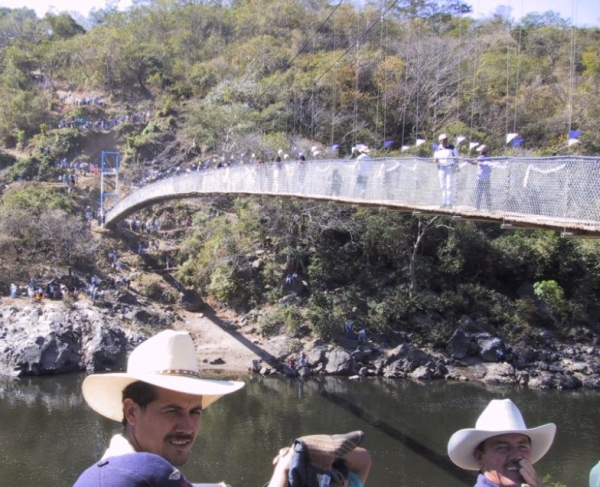
Puente internacional sobre el
Río Lempa, Honduras - El Salvador

Luego el puente internacional entre Honduras y El Salvador que conecta las comunidades de Mapulaca y Victoria, construido por pobladores que,  años antes, habían estado en guerra.

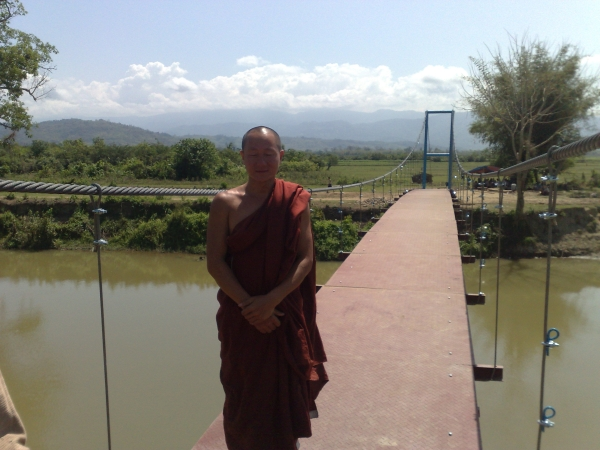
Puente en el Estado Kachín, Myanmar

Finalmente, un puente montado dos veces en Myanmar porque la primera vez fue destruido por insurgentes del Kachin Independence Army durante una acción de guerrilla en 2011. Un monje, asistido por los hombres más valientes del pueblo, logró salvar el puente desde debajo de las aguas.

## Citas
“Algunos hombres necesitan todo un terremoto para despertarlos. Yo soy uno de ellos.”

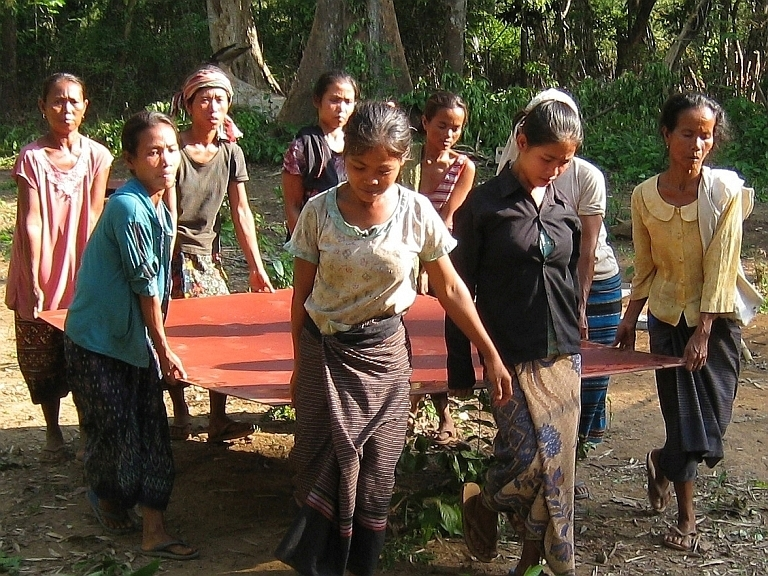
Mujeres lao cargando plancha de acero

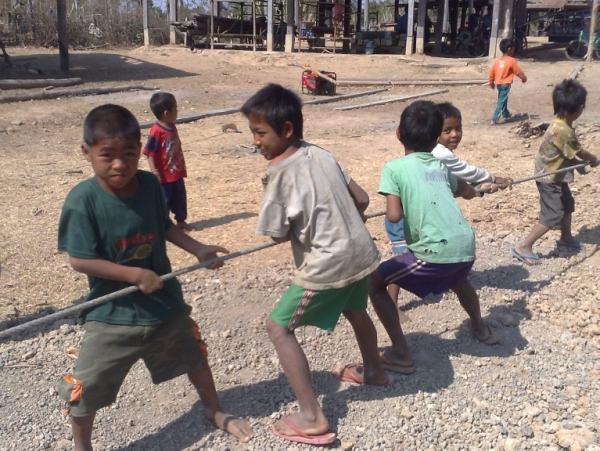
El pueblo entero mete mano

“Yo dedico mi vida a construir puentes con hombres y con mujeres del planeta. Pero mi sueño no es construir puentes por construir puentes sino contribuir para curar las heridas, aliviar sufrimientos, reunir las voluntades y las energías provenientes de diversos horizontes para hacer algo bello, algo bueno”.
“La fuerza de estos puentes reside a la vez en aquellos que los han construido con sus propias manos y en el interior de esa red invisible de personas que, en todo el mundo, les ayudan concretamente para hacer que este esfuerzo sea posible. Esta fuerza es humana. Es la fuerza de la esperanza que nace cuando uno ha decidido hacerse cargo del futuro para cambiar la vida y formar al mundo alrededor suyo”.

## Estadística de puentes completados
| País           | Terminado | Personas servidas |
| -------------- | --------- | ----------------- |
| Camboya        | 77        | 209 500           |
| Indonesia      | 114       | 709 300           |
| Laos           | 43        | 129 900           |
| Myanmar        | 135       | 518 000           |
| Vietnam        | 58        | 248 000           |
| Asia           | 427       | 1 814 700         |
| Argentina      | 2         | 3 500             |
| Colombia       | 19        | 30 200            |
| Costa Rica     | 14        | 8 000             |
| Ecuador        | 332       | 384 200           |
| Salvador       | 1         | 2 500             |
| Honduras       | 33        | 89 700            |
| México         | 30        | 22 400            |
| Nicaragua      | 4         | 7 700             |
| América Latina | 435       | 548 200           |
| Total          | 862       | 2 362 900         |

## Reconocimientos
- 1997 Recipiente del Premio Adele-Duttweiler
- 1999 Recipiente del Premio Dr. J.E. Brandenberger
- 2000 Premio Especial de la Asociación Internacional de Puentes e Ingeniería Estructural (IABSE) que reconoce sus contribuciones originales a la construcción de puentes a favor de los marginados.

De 2001 en adelante, Toni declina nominaciones a galardones y premios.
"Me veo al nivel de la gente con quien trabajó. [...] Prefiero no recibir premios, ni atender eventos de gala”.: ·